# Cuba aux Jeux olympiques d'été de 1948
Cuba participe aux Jeux olympiques d'été de 1948 à Londres, en  Angleterre. Il s'agit de la cinquième participation d'une équipe cubaine aux Jeux olympiques. Représenté dans de nombreux sports par une délégation de 53 athlètes tous masculins, Cuba n’obtient toutefois qu’une médaille d’argent, en Voile.

## Tous les médaillés
| Médaille          | Nom                                       | Sport | Épreuve |
| ----------------- | ----------------------------------------- | ----- | ------- |
| Médaille d'argent | Carlos de Cárdenas Carlos de Cárdenas Jr. | Voile | Star    |

## Sources
- (fr) Tous les résultats sur le site du Comité international olympique
- (en) Bilan complet de Cuba sur le site olympedia.org